# Zwartblauwe rapunzel
De zwartblauwe rapunzel (Phyteuma spicatum subsp. nigrum, basioniem: Phyteuma nigrum) is een vaste plant die behoort tot de klokjesfamilie (Campanulaceae). Het is een ondersoort van Phyteuma spicatum. 

## Determinatie
De plant wordt 20–80 cm hoog. De breed eironde tot eirond-lancetvormige wortelbladeren zijn in tegenstelling tot bij de witte rapunzel zelden gezaagd of duidelijk dubbel gekarteld. De bladrand is ongelijk gekarteld en soms enkelvoudig gekarteld. In het centrum zitten soms zwarte vlekken. De zwartblauwe rapunzel bloeit in mei en juni met donker paarsblauwe, soms fletsblauwe of witte bloemen. De bloemen zitten in een aar, die in het jonge stadium eirond is, maar later cilindrisch uitgroeit.
Een andere ondersoort van Phyteuma spicatum is de witte rapunzel (Phyteuma spicatum subsp. spicatum) die een geelwitte bloem heeft.

## Ecologie
De groeiplaatsen zijn basische tot zwak zure, vochtige maar niet natte bodems aan bosranden en langs bospaden en watergangen. Ook komt de plant in beekdalhooilanden voor, op plaatsen die onder invloed staan van basenrijke kwel.

### Syntaxonomie
Zwartblauwe rapunzel geldt als kentaxon voor de klasse van eiken- en beukenbossen op voedselrijke grond.

## Verspreiding
Zwartblauwe rapunzel komt voor in Centraal-Europa, ten noorden van de Alpen, van Noordoost-Frankrijk door Zuid-Duitsland tot in West-Tsjechië, noordelijk tot in Nederland en Noord-Duitsland, westelijk tot in Nederland en België. Voornamelijk in berg- en heuvelgebieden, maar in het noordwesten ook in de laagvlakte. Hij is ingeburgerd in Zweden en Oost-Europa.
In Vlaanderen is de plant merendeels zeer zeldzaam. De soort staat op de Nederlandse Rode Lijst van planten als zeldzaam tot zeer zeldzaam en bedreigd. Sinds 1950 bedraagt de achteruitgang 50–75%. Oorzaak van de achteruitgang is vaak verruiging van de groeiplaats. In Drenthe is geconstateerd dat ook verzuring en vernatting van de bovengrond een rol speelt.
Zwartblauwe rapunzel is een langlevende voorzomerbloeier die overwintert met een raapvormig verdikte primaire wortel. Hij wordt bevrucht door middel van kruisbestuiving en kan zich uitzaaien.